# Rødvenfjorden
Rødvenfjorden er en fjord i Rauma kommune i  Møre og Romsdal fylke i Norge. Den er en arm der går mod syd fra Langfjorden. Bygderne Eidsbygda og Saltkjelneset ligger længst  mod syd i Rødvenfjorden. Bygden Rødven ligger længere ude på vestsiden. Bygden Holmenstranda ligger på østsiden. Bygden Åfarnes ligger på østsiden, helt ude  ved Langfjorden, og her fra   går der færge over til Sølsnes i Molde kommune.